# Pentateuque de Tours
Pour les articles homonymes, voir Ashburnham (homonymie).
Le Pentateuque de Tours, dit aussi Pentatheuque d'Ashburnham (Paris BnF (Mss.) : NAL 2334) est un manuscrit enluminé médiéval du Pentateuque (les cinq premiers livres  de l'Ancien Testament). Il est daté de la fin du VIe ou début du VIIe siècle.
L'origine de ce manuscrit est incertaine. Il semble avoir été composé en Afrique du Nord ou en Espagne avant l'invasion arabe. Il présente en outre des animaux exotiques et des gens de couleur ce qui n'est pas compatible avec la culture arabo-musulmane opposée à la représentation animale ou humaine.
Le manuscrit a d'abord été conservé à la Bibliothèque de Tours avant d'être volé en 1842 par le comte Libri et vendu à Bertram, 4e comte d'Ashburnham, en 1847. En 1888, il fut rendu, moyennant finance, par ses héritiers à la Bibliothèque nationale de France à la différence de la bible du VIe siècle dite Harley 1775 qui avait été volée en 1707 à la Bibliothèque nationale par Jean Aymon.
Ce manuscrit présente les cinq premiers livres de l'Ancien Testament : Genèse, Exode, Livre des Nombres, Lévitique et Deutéronome.
Il est composé de 142 folios et 19 illustrations, la plupart en pleine page. Il mesure 372 mm sur 321 mm. C'est un des plus importants manuscrits de son époque et l'un des plus extraordinaires.
Une des particularités des illustrations est qu'elles contiennent plusieurs scènes dans une même enluminure, compartimentées par des bordures et plus souvent par des couleurs de fond différentes ; ainsi, l'enluminure du folio 6r contient à la fois Adam et Eve vêtus de peaux d'animaux donc chassés de l’Eden, puis Eve allaitant un de leurs fils, sur fond ocre ; en bas l'histoire d'Abel et Caïn sur fond gris, elle-même décomposée en plusieurs scènes.